# Volta a Sotxi
La Volta a Sotxi o Cursa de Sotxi va ser una competició ciclista soviètica per etapes que es disputava als voltants de Sotxi. L'última edició es disputà el 1988.

## Palmarès
| Any       | Vencedor                        | Segon                     | Tercer                    |
| --------- | ------------------------------- | ------------------------- | ------------------------- |
| 1954      | Resultats no coneguts           |                           |                           |
| 1955      | Rodislav Tchizikov              |                           |                           |
| 1956      | Resultats no coneguts           |                           |                           |
| 1957      | Viktor Kapitonov · Yuri Koledov |                           | Evgeni Klevtzov           |
| 1958      | Evgeni Klevtzov                 | Nikolaï Kolumbet          | Yuri Koledov              |
| 1959      | Evgeni Klevtzov                 | Yuri Melichov             |                           |
| 1960      | Gainan Saidschushin             |                           |                           |
| 1961-1962 | Resultats no coneguts           |                           |                           |
| 1963      | Anatoli Tcherepovitch           |                           |                           |
| 1963-1975 | Resultats no coneguts           |                           |                           |
| 1976      | Nikolaï Gorelov                 | Serguei Morózov           | Guennadi Komnatov         |
| 1977      | Aavo Pikkuus                    |                           |                           |
| 1978-1980 | Resultats no coneguts           |                           |                           |
| 1981      | Yuri Barinov                    | Yuri Kachirin             | Leon Dejits               |
| 1982      | Ivan Mitchenko                  | Sergueï Soukhoroutchenkov | Viktor Demidenko          |
| 1983      | Ivar Fels                       | Alexandre Kulikov         | Yuri Kachirin             |
| 1984      | Piotr Ugrumov                   | Viktor Demidenko          | Sergueï Soukhoroutchenkov |
| 1985      | Resultats no coneguts           |                           |                           |
| 1986      | Oleg Chuzhda                    | Piotr Ugrumov             | Alexandre Trubin          |
| 1987      | Piotr Ugrumov                   | Ivan Ivanov               | Vladimir Poulnikov        |
| 1988      | Vladimir Poulnikov              | Piotr Ugrumov             | Dimitri Konyshev          |